# بوب ديفيس (لاعب كرة قدم أمريكية)
بوب ديفيس (بالإنجليزية: Robert Ellersie Davis, Jr.)‏ هو لاعب كرة قدم أمريكية أمريكي، ولد في 15 سبتمبر 1945 في لونغ برانش في الولايات المتحدة.

## وصلات خارجية
- روبرت ديفيس على موقع كلية كرة السلة في سبورتس رفرنس.كوم (الإنجليزية)
- روبرت ديفيس على موقع مرجع كرة القدم المحترفة.كوم (الإنجليزية)